# Pale (Irlande)
Pour les articles homonymes, voir Pale (homonymie).

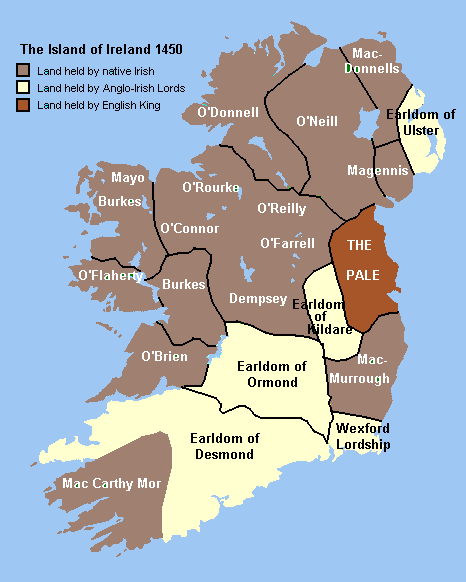
Le Pale en 1450.

Le Pale est une région d'approximativement 30 kilomètres autour de Dublin et de Drogheda que les Anglo-Normands installés en Irlande fortifièrent contre les incursions des Gaels. Dès le XIIe siècle afin de protéger les intérêts anglais, le Pale est fortifié par l’érection d’un fossé fortifié et d’un rempart (une palissade). Le mot Pale dérive du latin palus.
Après l’invasion normande de l'Irlande commencée par le roi Dermot MacMurrough en 1169, l’île est partagée entre des seigneurs anglo-normands. Mais cette occupation fut pendant longtemps imparfaite, et jusqu'au XVIIe siècle, seule la région de Dublin se trouvait sous le contrôle réel de Londres. 
Dublin devint le centre du pouvoir anglais, remplaçant Tara ancien siège du pourvoir des Hauts-rois d’Irlande. À partir du XVe siècle, alors que les seigneurs anglo-normands se sont progressivement fondus dans la société irlandaise, adoptant les coutumes et le langage irlandais, seule la région contenue à l’intérieur des palissades du Pale resta sous le contrôle direct de la couronne anglaise.
En 1366, sur ordre de la couronne anglaise, et afin d’asseoir son autorité sur les colons qui avaient tendance à s'assimiler à la population locale, un parlement est constitué à Kilkenny et les statuts de Kilkenny sont édictés. Ils déclarent hors la loi les mariages entre colons anglais et natifs irlandais. Ils interdisent aussi aux colons de parler irlandais et d’adopter les coutumes et modes vestimentaires des Irlandais.